# Визирный
Визи́рный — посёлок в Киренском районе Иркутской области. Образует Визирнинское муниципальное образование.
Находится на левом берегу реки Лена, в 223 км (по прямой) к северо-востоку от города Киренска.

## Население
| 2002 | 2010 | 2011 | 2012 | 2013 | 2014 | 2015 |
| ---- | ---- | ---- | ---- | ---- | ---- | ---- |
| 246  | ↘128 | →128 | ↘110 | ↘92  | ↘83  | ↘67  |
| 2016 | 2017 |      |      |      |      |      |
| ↘59  | ↘56  |      |      |      |      |      |